# Edward Jędrzejowicz
Edward Jędrzejowicz (ur. 14 września 1826 w Dylągówce, zm. 1899) – poseł do Sejmu Krajowego Galicji V, VI i VII kadencji (1882–1898), właściciel dóbr.
Wybrany do Sejmu Krajowego z I kurii obwodu Rzeszów, z okręgu wyborczego Rzeszów. Złożył mandat w 1898, na jego miejsce 7 lutego 1899 obrano Stanisława Dąmbskiego
Miał syna Ludwika (zm. 1893).